# Milford (condado de Worcester, Massachusetts)
Milford é um lugar designado pelo censo localizado no condado de Worcester no estado estadounidense de Massachusetts. No Censo de 2010 tinha uma população de 25.055 habitantes e uma densidade populacional de 930,35 pessoas por km².

## Geografia
Milford encontra-se localizado nas coordenadas 42° 09′ 02″ N, 71° 31′ 04″ O. Segundo a Departamento do Censo dos Estados Unidos, Milford tem uma superfície total de 26.93 km², da qual 26.31 km² correspondem a terra firme e (2.29%) 0.62 km² é água.

## Demografia
Segundo o censo de 2010, tinha 25.055 pessoas residindo em Milford. A densidade populacional era de 930,35 hab./km². Dos 25.055 habitantes, Milford estava composto pelo 86.29% brancos, o 2.33% eram afroamericanos, o 0.27% eram amerindios, o 2.33% eram asiáticos, o 0.02% eram insulares do Pacífico, o 5.84% eram de outras raças e o 2.92% pertenciam a duas ou mais raças. Do total da população o 8.98% eram hispanos ou latinos de qualquer raça.